# アイルランドの大統領
アイルランドの大統領（アイルランドのだいとうりょう、アイルランド語: Uachtarán na hÉireann）は、アイルランドの元首たる大統領である。
大統領職は儀式的な職務が主であるが、大統領はいくつかの留保権限を行使することがある。大統領の地位は1937年制定のアイルランド憲法によって確立された。

## 選出
通常、大統領は直接選挙によって選出される。任期は7年。アイルランドの大統領は、就任式の際に前副王の玉座に座る。

## 職務・権能

### 儀式的行為
- 首相及び閣僚の任命、閣僚の辞職の承認。首相は下院（ドイル・エアラン）の指名に基づいて任命される。残りの閣僚は首相の指名に基づいて任命される。
- 裁判官の任命。政府の助言に基づいて任命する。
- 下院の招集及び解散。政府の助言により下院を解散するが、留保権限により解散を拒否することもある。
- 法案への署名。留保権限を行使しない限り、下院及び上院の承認した法案を拒否できない。
- 外交。政府の助言によってのみ行使する。大使を信任し、外交官の信任状を接受する。
- 国防軍の最高司令官。名目上の権限であり、政府の助言により行使する。

### 大統領への特別な制限
- 大統領は政府の同意なく国を離れることはできない。
- 大統領の演説は政府の事前承認が必要である。

### 留保権限
大統領の裁量権によって行使できる以下の権限を持っている。いくつかの権限の行使の前には、国家評議会の助言が必要である。ただし、大統領は国家評議会の助言に拘束されない。
- 国家評議会への諮問の後、法案が合憲であるかどうか最高裁判所の判断を仰ぐことができる。違憲であると最高裁判所が判断した場合、大統領は法案への署名を拒否してもよい。
- 上院の過半数及び下院の3分の1以上の議員の請願により、大統領は、国家評議会の助言に基づき、法案への署名を拒否できる。
- 下院の信任を失った首相に対し、下院の解散を拒否できる。この場合は、首相は直ちに辞任し、新たな首相を下院において選出する。この権限はこれまで行使されたことはない。
- 政府が緊急に法案を成立させる必要がある場合、下院の要請に基づき、国家評議会の助言に基づいて、上院での審議を省略させることができる。
- 上院からの要請と国家評議会の助言により、法案を巡る上下両院の論争を解決するための特別委員会を設置できる。

## 大統領委員会
アイルランドには副大統領職はない。大統領職が任期途中に空席となった場合、60日以内に選挙を実施しなければならない。その間の大統領の職務と権能は大統領委員会によって代行される。大統領委員会は最高裁判所長官、下院議長及び上院（シャナズ・エアラン）議長によって構成される。

## 大統領の一覧
| 代   | 大統領                                                                               | 大統領 | 所属政党                  | 期                              | 在任期間                        | 在任期間     | 備考                            |
| ---- | ------------------------------------------------------------------------------------ | ------ | ------------------------- | ------------------------------- | ------------------------------- | ------------ | ------------------------------- |
| 001  | ダグラス・ハイド Douglas Hyde Dubhghlas de hÍde                                      |        | 無所属                    | 1                               | 1938年6月25日 - 1945年6月24日   | 6年 + 364日  |                                 |
| 002  | ショーン・T・オケリー Seán Thomas O'Kelly Seán Tomás Ó Ceallaigh                     |        | フィアナ・フォイル （FF） | 2                               | 1945年6月25日 - 1952年6月24日   | 13年 + 364日 |                                 |
| 002  | ショーン・T・オケリー Seán Thomas O'Kelly Seán Tomás Ó Ceallaigh                     | 3      | フィアナ・フォイル （FF） | 1952年6月25日 - 1959年6月24日   |                                 | 13年 + 364日 |                                 |
| 003  | エイモン・デ・ヴァレラ Éamon de Valera Éamon de Bhailéara                            |        | フィアナ・フォイル （FF） | 4                               | 1959年6月25日 - 1966年6月24日   | 13年 + 364日 |                                 |
| 003  | エイモン・デ・ヴァレラ Éamon de Valera Éamon de Bhailéara                            | 5      | フィアナ・フォイル （FF） | 1966年6月25日 - 1973年6月24日   |                                 | 13年 + 364日 |                                 |
| 004  | アースキン・ハミルトン・チルダース Erskine Hamilton Childers Earchta Ó Slatiascaigh  |        | フィアナ・フォイル （FF） | 6                               | 1973年6月25日 - 1974年11月17日  | 1年 + 145日  | 在任中に死去                    |
| 00－ | トーマス・フランシス・オーヒギンズ Thomas Francis O'Higgins                          |        | 統一アイルランド党 （FG） | －                              | 1974年11月17日 - 1974年12月19日 | 32日         | 大統領委員会 （最高裁判所長官） |
| 00－ | ショーン・ダニエル・トレーシー Seán Daniel Treacy                                    |        | 労働党 （Lab）            | －                              | 1974年11月17日 - 1974年12月19日 | 32日         | 大統領委員会 （下院議長）       |
| 00－ | ジェームズ・クレメント・ドゥージ James Clement Dooge                                 |        | フィアナ・フォイル （FF） | －                              | 1974年11月17日 - 1974年12月19日 | 32日         | 大統領委員会 （上院議長）       |
| 005  | カハル・オドーリー Cearbhall Ó Dálaigh                                               |        | 無所属                    | 7                               | 1974年12月19日 - 1976年10月22日 | 1年 + 308日  | 任期満了前に辞任                |
| 00－ | トーマス・フランシス・オーヒギンズ Thomas Francis O'Higgins                          |        | 統一アイルランド党 （FG） | －                              | 1976年10月22日 - 1976年12月3日  | 42日         | 大統領委員会 （最高裁判所長官） |
| 00－ | ショーン・ダニエル・トレーシー Seán Daniel Treacy                                    |        | 労働党 （Lab）            | －                              | 1976年10月22日 - 1976年12月3日  | 42日         | 大統領委員会 （下院議長）       |
| 00－ | ジェームズ・クレメント・ドゥージ James Clement Dooge                                 |        | フィアナ・フォイル （FF） | －                              | 1976年10月22日 - 1976年12月3日  | 42日         | 大統領委員会 （上院議長）       |
| 006  | パトリック・ヒラリー Patrick John Hillery Pádraig Ó hIrighile                        |        | フィアナ・フォイル （FF） | 8                               | 1976年12月3日 - 1983年12月2日   | 13年 + 364日 |                                 |
| 006  | パトリック・ヒラリー Patrick John Hillery Pádraig Ó hIrighile                        | 9      | フィアナ・フォイル （FF） | 1983年12月3日 - 1990年12月2日   |                                 | 13年 + 364日 |                                 |
| 007  | メアリー・ロビンソン Mary Robinson Máire Mhic Róibín                                 |        | 労働党 （Lab）            | 10                              | 1990年12月3日 - 1997年9月12日   | 6年 + 283日  | 任期満了前に辞任                |
| 00－ | リアム・ハミルトン Liam Hamilton                                                     |        | 労働党 （Lab）            | －                              | 1997年9月12日 - 1997年11月11日  | 60日         | 大統領委員会 （最高裁判所長官） |
| 00－ | シェイマス・パティソン Séamus Pattison                                               |        | 労働党 （Lab）            | －                              | 1997年9月12日 - 1997年11月11日  | 60日         | 大統領委員会 （下院議長）       |
| 00－ | リアム・トーマス・コスグレイブ Liam Thomas Cosgrave                                  |        | フィアナ・フォイル （FF） | －                              | 1997年9月12日 - 1997年9月17日   | 5日          | 大統領委員会 （上院議長）       |
| 00－ | ブライアン・ムルーリー Brian Mullooly                                                |        | フィアナ・フォイル （FF） | －                              | 1997年9月17日 - 1997年11月11日  | 55日         | 大統領委員会 （上院議長）       |
| 008  | メアリー・マッカリース Mary Patricia McAleese Máire Pádraigín Bean Mhic Ghiolla Íosa |        | フィアナ・フォイル （FF） | 11                              | 1997年11月11日 - 2004年11月10日 | 13年 + 364日 |                                 |
| 008  | メアリー・マッカリース Mary Patricia McAleese Máire Pádraigín Bean Mhic Ghiolla Íosa | 12     | フィアナ・フォイル （FF） | 2004年11月11日 - 2011年11月10日 |                                 | 13年 + 364日 |                                 |
| 009  | マイケル・D・ヒギンズ Michael D. Higgins Mícheál D. Ó hUigin                         |        | 労働党 （Lab）            | 13                              | 2011年11月11日 - 2019年11月10日 | 13年 + 215日 |                                 |
| 009  | マイケル・D・ヒギンズ Michael D. Higgins Mícheál D. Ó hUigin                         | 14     | 労働党 （Lab）            | 2019年11月11日 - （現職）       |                                 | 13年 + 215日 |                                 |